# Fougerolles-Saint-Valbert
Fougerolles-Saint-Valbert es una nueva comuna de Francia resultado de la fusión de las comunas de Fougerolles  y Saint-Valbert (1 de enero de 2019), situada en el departamento francés de Alto Saona en la Región de Borgoña-Franco Condado.
Es conocida por su economía gastronómica ligada a las cerezas especialmente utilizadas para la fabricación de guindas ácidas y Kirsch de Fougerolles. 

## Población y sociedad
La evolución del número de habitantes se conoce a través de los censos de población que se realizan en el municipio desde su creación.
En 2017, la comuna contaba con 3 803 habitantes.

## Cultura local y patrimonio

### Museo
- Ecomuseo del país de la cereza, en un lugar llamado Le Petit-Fahys.

### Patrimonio religioso
- Iglesia Saint-Étienne de Fougerolles, decorada con numerosas cruces y calvarios.
- Iglesia de Saint-Valbert, cuyo campanario contiene una de las campanas más antiguas de Alta Saona, que data de 1563
- Ermita de Saint-Valbert.
- Capilla de Beaumont.
- Capilla de la comunidad.
- Capilla de La Basse Robert.
- Capilla de Boigeot.
- Cruz del calvario de Blanzey-Haut.

### Otros
- Monumentos conmemorativos
- Fiesta de las Cerezas el primer domingo de julio.
- Sendero señalizado "Pierres de Roûge", (1.5 km) para los amantes de la naturaleza
- Parque de animales (ciervo, corzo, rebeco) (http://www.paysdeluxeuil.fr)
- Granja - destilería "Petit-Fahys", que se utilizaba para almacenar grano.
- Jardín secreto de la "Fée Verte", calle des Moines Hauts